# Tommy García Sánchez
Tommy Jesús García Sánchez (ur. 17 grudnia 1996) – dominikański zapaśnik startujący w stylu wolnym. Zajął 22 miejsce na mistrzostwach świata w 2016. Trzeci na mistrzostwach panamerykański w 2017 roku.